# Bustanil Arifin
Bustanil Arifin (Padang Panjang, 10 de outubro de 1925 - Los Angeles, 13 de fevereiro de 2011) foi um político indonésio.
Ele ocupou os cargos de Chefe do Departamento de Logística e Ministro da Cooperação em seu país.